# 마리야나 스피바크
마리야나 스피바크(러시아어: Марьяна Спивак, 1985년 3월 23일 ~ )는 러시아의 배우이다.